# Poltergeist
 For alternative betydninger, se Poltergeist (flertydig). (Se også artikler, som begynder med Poltergeist)
En poltergeist er et usynligt spøgelse, der kaster rundt med ting, laver ulykker eller larmer med fx gråd eller latter. Ordet kommer fra tysk, af poltern (= at larme) og Geist (= ånd), også oversat til "bankeånd". 
To eksempler fra Danmark er Køge Huskors fra 1600-tallet, og fænomenet bag udtrykket "Fanden er løs i Laksegade".

## Laksegade 15
Det var en lun septemberaften i 1826, at folkemængden stimlede sammen foran Laksegade 15 i København. Ud gennem de smadrede ruder i nr 15 kom kartofler, køkkentøj, tørv og brændestykker flyvende, som kastet af en usynlig hånd. Indefra lød uhyggelige latterbrøl, afbrudt af grove skældsord og forbandelser råbt med en dyb, grov stemme. Bagefter påstod nogen, at de havde hørt en knurren som et rovdyrs indefra, og set et par røde, lysende øjne kigge ud; men da politiet ankom efter en times tid, blev det straks tyst derinde. Politiet gennemsøgte derefter huset fra kælder til kvist, og konkluderede med, at der var tale om drengestreger eller bølleoptøjer. Det fæstede lokalbefolkningen ikke megen lid til, da en af husets beboere havde indrømmet, at hun tidligere samme dag havde fremmanet Fanden selv. 

## Gothersgade 14
Anden og tredje sal i Gothersgade 14 (ikke den nuværende bygning på grunden) var af husejeren, brygger Titken, udlejet til justitsråd Voltelin med kone og søn. Nat til mandag 10. maj 1779 vågnede familien af en banken og skraben på soveværelsets paneler. Efter et kvarters ro lød to højlydte brag - helt som geværskud - fra sønnens værelse, men der var ingen lugt af krudt. Nogle dage senere begyndte en larmen, der pågik nat og dag. Mest skræmmende var hylende, klagende røst, der kom med uforståelige udråb. Da røsten kom mod en tjener i trappen, blev han så chokeret, at han faldt om i krampe. Møbler fløj omkring og blev slået i tu. Torsdag var Voltelin så udkørt, at han tilkaldte politiet for at få huset gennemsøgt efter gerningsmænd. Politimesteren nøjedes dog med at sende to betjente til at holde vagt. Familien lejede nogle rum tværs over gaden for at få nattesøvn; men rygterne gik, og der var opløb foran huset om aftenen af en folkemængde, der ved selvsyn ville opleve spøgeriet. Lørdag 15. maj var brygger Titken så træt af det hele, at han i mængdens påhør råbte, at hvis bare Voltelins søn og tjener flyttede ud, ville resten af huset igen få ro. Justitsråden skrev så en klage til det danske kancelli, hvor han udbad sig en undersøgelse af sagen for at få renset sit navn for den vanærende beskyldning om "spøgelsestække" - og den klage er egentlig grunden til, at vi i dag har så mange oplysninger om sagen. Kancelliet lod gennem to måneder sagen undersøge ved samtaler med øjenvidner, uden at nogen af den grund blev klogere. Voltelin udlovede en dusør på 100 rigsdaler for oplysninger, der kunne føre til en opklaring; brygger Titken forhøjede dusøren til 300 rigsdaler, og der blev indrykket lange annoncer i Berlingske Tidende og Adresseavisen.  Lige lidt kom der ud af det, og sagen forblev uopklaret.